# 2001年10月逝世人物列表
2001年逝世人物列表：1月 - 2月 - 3月 - 4月 - 5月 - 6月 - 7月 - 8月 - 9月 - 10月 - 11月 - 12月
2001年10月逝世人物列表，是用於匯總2001年10月期間逝世人物的列表。

## 依日期排序

### 1日
- 蓋伊·博爾內（Guy Beaulne），79歲，法裔加拿大演員和戲劇導演。[1]
- Lee Cronbach，85歲，美國教育心理學家。[2]
- Surendranath Dwivedy，88歲，印度政治家、記者和社會工作者。
- 肯尼·格林（Kenny Greene），32歲，美國創作歌手，愛滋病患者。
- 格雷戈里·海明威（Gregory Hemingway），69歲，美國醫生，歐內斯特·海明威（Ernest Hemingway）的兒子，患有高血壓和心血管疾病。[3]
- 米奇·特羅特曼，26歲，特立尼達和多巴哥足球運動員，車禍。[4]

### 2日
- 曼尼·阿爾巴姆（Manny Albam），79歲，美國爵士男中音薩克斯管演奏家，作曲家和製作人。[5]
- 弗朗茨·比布爾（Franz Biebl），95歲，德國古典音樂作曲家。[6]
- 唐納德·科恩（Donald J. Cohen），61歲，美國精神病學家和精神分析學家，黑色素瘤。[7]
- 費爾南多·門德斯（Fernando Mendes），55歲，葡萄牙自行車手，交通事故。[8]

### 3日
- 阿爾菲·阿爾馬里奧（Alfie Almario），38歲，菲律賓籃球運動員，心臟病發作。
- 派特·阿斯特（Pat Ast），59歲，美國女演員和模特。[9]
- 瑞奇·貝爾蒙特（Ricky Belmonte），54歲，菲律賓演員，中風。
- Kostas Chatzichristos，80歲，希臘演員，癌症。
- 荷馬·埃利亞斯（Homer Elias），46歲，美國橄欖球運動員（底特律雄獅隊），心臟病發作。[10]
- 亞歷山德羅·費森（Alessandro Fersen），89歲，波蘭裔義大利戲劇家、演員和戲劇導演。[11]
- 菲力浦·戈德森（Phillip Goldson），78歲，伯利茲報紙編輯，活動家和政治家。
- Tullio Pane，71歲，義大利歌手。
- 格雷戈里奧·佩拉爾塔（Gregorio Peralta），66歲，阿根廷拳擊手。

### 4日
- 布萊斯·亞歷山大（Blaise Alexander），25歲，美國賽車手，賽車撞車。[12]
- Irmgard Farden Aluli，90歲，夏威夷作曲家。
- 喬治·克萊登（George Claydon），68歲，英國演員，1966年英格蘭足球隊吉祥物。
- 約翰·柯林斯（John Collins），88歲，美國爵士吉他手，癌症。[13]
- 亞瑟·丹尼爾斯（Arthur Daniels），79歲，威爾士橄欖球聯盟球員。
- Al Ham，76歲，美國作曲家和叮噹聲作家。
- Antonín Máša，66歲，捷克電影導演和編劇。[14]
- Ahron Soloveichik，84歲，美國托拉學者和拉比。[15]

### 5日
- Peter Burge，69歲，澳大利亞板球運動員。[16]
- 吉姆·凱恩（Jim Cain），74歲，美國橄欖球運動員。[17]
- 克萊德·喬特（Clyde L. Choate），81歲，美國政治家和功勛軍人。[18]
- 布萊恩·埃德加（Brian Edgar），65歲，英國橄欖球聯盟球員。
- 伍迪·詹森（Woody Jensen），94歲，美國棒球運動員。[19]
- Jan Lenica，73歲，波蘭平面設計師和漫畫家。[20]
- 迈克·曼斯菲尔德，98歲，美國政治家和外交官（美國蒙大拿州眾議員，美國蒙大拿州參議員，參議院多數黨領袖）。[21]
- Egbert van 't Oever，74歲，荷蘭速度滑冰運動員，結腸癌。[22]
- 艾米莉·辛德勒（Emilie Schindler），93歲，奧斯卡·辛德勒（Oskar Schindler）的德國妻子，在第二次世界大戰期間説明挽救了1,200名猶太人的生命。[23]
- 佐爾坦·塞克利，97歲，匈牙利小提琴家和作曲家。[24]

### 6日
- 傑奎琳·巴賓（Jacqueline Babbin），75歲，美國電視和戲劇作家兼製片人，癌症患者。[25]
- 米格爾·德爾·托羅（Miguel del Toro），29歲，墨西哥棒球運動員，交通事故。[26]
- 阿克塞爾·杜伯格（Axel Düberg），73歲，瑞典電影演員。
- 阿恩·哈裡斯（Arne Harris），67歲，美國電視製片人兼導演（WGN-TV播出芝加哥小熊隊）。[27]
- 尤里·梅什切里亞科夫（Yuriy Meshcheryakov），55歲，蘇聯和烏克蘭動畫師。
- 米爾頓·羅斯曼（Milton A. Rothman），81歲，美國核物理學家，糖尿病併發症。[28]

### 7日
- 克裡斯·亞當斯（Chris Adams），46歲，英國摔跤手和柔道運動員，奧運柔道明星尼爾·亞當斯（Neil Adams）的兄弟。
- 蓋比·巴塞特（Gaby Basset），99歲，法國電影女演員。[29]
- 羅傑·高德里（Roger Gaudry），87歲，加拿大化學家、商人和大學校長。
- Alf Gover，93歲，英國板球運動員。
- 赫布洛克，91歲，美國社論漫畫家（《華盛頓郵報》）。[30]
- 斯圖爾特·伊姆拉赫（Stewart Imlach），69歲，蘇格蘭足球運動員。[31]
- 吉米·洛格斯登（Jimmie Logsdon），79歲，美國鄉村和搖滾歌手，詞曲作者和電臺DJ。[32]
- Reg Matthews，68歲，英國足球運動員。[33]
- 波莉·羅爾斯（Polly Rowles），87歲，美國女演員（《捍衛者》（The Defenders）、《甜蜜的自由》（Sweet Liberty）、《權力》（Power）。[34]

### 8日
- 蒙戈·貝蒂，69歲，喀麥隆作家。[35]
- 阿爾弗雷德·費奧多羅夫（Alfred Fyodorov），66歲，蘇聯足球運動員和教練。
- 肯尼斯·黑爾（Kenneth L. Hale），67歲，美國語言學家。[36]
- 卡麗爾·派克·哈斯金斯，93歲，美國科學家、作家、發明家、慈善家和昆蟲學家。[37]
- 西摩·海勒（Seymour Heller），87歲，美國人才經紀人和經理（代表Liberace）。[38]
- 賈韋德·伊克巴爾（Javed Iqbal），45歲，巴基斯坦連環殺手，醉酒。
- 德米特里·波利扬斯基（Dmitry Polyansky），83歲，蘇聯政治家。
- 桑卡拉迪，77歲，印度演員。
- 安傑洛·瓦雷托（Angelo Varetto），90歲，義大利自行車手。[39]

### 9日
- 羅伯托·德·奧利維拉·坎波斯（Roberto de Oliveira Campos），84歲，巴西經濟學家、作家、外交官和政治家，心臟病發作。[40]
- 達格瑪，79歲，美國女演員、模特和電視名人。[41]
- 弗拉基米爾·丹尼列維奇（Vladimir Danilevich），77歲，蘇聯和俄羅斯動畫師。
- 諾里斯·霍頓（Norris Houghton），91歲，美國劇院經理和製片人。[42]
- 赫伯特·羅斯（Herbert Ross），74歲，美國電影導演（《轉捩點》《渾身是勁》）和編舞（《任何人都可以吹口哨》），心力衰竭。[43]
- 威廉·里安（William A. Ryan），82歲，美國政治家。[44]
- 卡羅伊·西蒙尼（Károly Simonyi），84歲，匈牙利物理學家和作家。[45]
- Judita Čeřovská，72歲，捷克流行音樂和香頌歌手。

### 10日
- 佩萊格裡諾·阿德爾莫·貝廖米尼，86歲，巴西足球運動員。
- 埃迪·福奇（Eddie Futch），90歲，美國拳擊教練（喬·弗雷澤（Joe Frazier），肯·諾頓（Ken Norton），拉裡·福爾摩斯（Larry Holmes），特雷弗·伯比克（Trevor Berbick）。[46]
- 卡爾·加德納（Cal Gardner），76歲，加拿大冰球運動員（紐約遊騎兵隊、多倫多楓葉隊、芝加哥黑鷹隊、波士頓棕熊隊）。[47]
- 戴夫·杰勒德（Dave Gerard），65歲，美國棒球運動員。[48]
- 葉夫根尼·哈拉澤（Evgeni Kharadze），93歲，喬治亞天文學家，公眾人物和政治家。
- 瓦西裡·米申（Vasily Mishin），84歲，蘇聯火箭設計師。[49]
- 路易士·安東尼奧·加西亞·納瓦羅（Luis Antonio García Navarro），60歲，西班牙指揮家（皇家劇院音樂總監）。[50]
- 撒母耳·恩德洛武（Samuel Ndhlovu），64歲，尚比亞足球運動員和教練。
- 安娜·阿米莉亞·奧伯邁耶（Anna Amelia Obermeyer），94歲，南非植物學家。
- 切特·奧斯特羅夫斯基（Chet Ostrowski），71歲，美國橄欖球運動員。[51]

### 11日
- Krzysztof Chamiec，71歲，波蘭演員，肺癌。[52]
- Franco Committeri，77歲，義大利電影製片人。
- Nada Mamula，74歲，南斯拉夫歌手。[53]
- 比利·麥克斯泰德（Billy Maxted），84歲，美國爵士鋼琴家。[54]
- Beni Montresor，75歲，義大利藝術家、插畫家和佈景設計師，胰腺癌患者。[55]

### 12日
- 理查·巴克爾，85歲，英國芭蕾舞評論家。[56]
- 露絲·戈茨（Ruth Goetz），89歲，美國劇作家（《女繼承人》）和編劇。[57]
- 昆汀·霍格（Quintin Hogg），94歲，英國律師和政治家。[58]
- 约翰·塔尔博特·鲁宾逊（John T. Robinson），78歲，南非古生物學家。
- 埃米·罗德里格斯（Eddie Rodriguez），69歲，菲律賓電影演員兼導演，心臟病發作。
- 布蘭科·斯廷契奇，78歲，克羅埃西亞足球運動員。
- 維托爾德·薩洛內克，74歲，波蘭作曲家。
- 奧蒂斯·楊（Otis Young），69歲，美國演員（《流浪者》《最後的細節》），中風。[59]
- 希克梅特·西姆謝克（Hikmet Şimşek），土耳其管弦樂團指揮。

### 13日
- 何塞·卡普曼尼（José Capmany），40歲，哥斯大黎加詞曲作者和吉他手，交通事故。
- 讓·達尼諾斯（Jean Daninos），94歲，希臘-法國豪華車Facel Vega的製造商。[60]
- Peter Doyle，52歲，澳大利亞流行歌手（The New Seekers），食道癌。[61]
- Ubi Dwyer，68歲，愛爾蘭無政府主義者，自行車事故后併發症。
- 弗里茨·弗罗姆（Fritz Fromm），88歲，德國奧運手球運動員（1936年夏季奧運會男子團體手球金牌得主）。[62]
- B. L. Graham，87歲，美國大學籃球運動員和教練（Ole Miss）。[63]
- 葛籣·詹森（Glenn Johnson），79歲，美國橄欖球運動員（紐約洋基隊，綠灣包裝工隊，溫尼伯藍色轟炸機隊）。[64]
- 拉烏爾·克勞沙爾（Raoul Kraushaar），93歲，美國作曲家。
- 大衛·尼爾·麥肯齊（David Neil MacKenzie），75歲，英國語言學家。[65]
- Jal Minocher Mehta，100歲，印度外科醫生、社會工作者和慈善家。
- 帕爾·米拉希，75歲，阿爾巴尼亞足球運動員。[66]
- 姆萬扎·穆孔博（Mwanza Mukombo），55歲，剛果足球運動員。
- 奧爾加·阿爾謝涅夫娜·奧列尼克（Olga Arsenievna Oleinik），76歲，蘇聯和俄羅斯數學家。

### 14日
- 喬治·卡維登（Giorgio Cavedon），70歲，義大利出版商、漫畫家和編劇。[67]
- 威廉·克裡斯滕森（Willam Christensen），99歲，美國芭蕾舞演員，編舞家，猶他州鹽湖城三藩市芭蕾舞團和西部芭蕾舞團的創始人。[68]
- David V. Erdman，89歲，美國文學評論家、編輯和學者。[69]
- 尤金·格雷貝尼克（Eugene Grebenik），82歲，英國學者和人口統計學家。[70]
- 弗農·哈裡森（Vernon Harrison），89歲，英國攝影師和超心理學家。
- 大衛·路易斯（David Lewis），60歲，美國哲學家。[71]
- 伯特·羅斯（Bert Rose），82歲，美國橄欖球運動員。
- Ben Sankey，94歲，美國棒球運動員。[72]
- 約瑟夫·艾倫·斯坦（Joseph Allen Stein），89歲，美國建築師。[73]

### 15日
- 傑米·坎恩（Jamie Cann），55歲，英國工黨政治家，肝病。
- 张学良，100歲，中國軍閥和軍事人物，肺炎。[74]
- 拉爾夫·利維（Ralph Levy），80歲，美國製片人，電影和電視導演。[75]
- 安妮·里德勒（Anne Ridler），89歲，英國詩人和編輯。[76]
- 羅伯特·拉特利奇（Robert Rutledge），53歲，美國音響工程師（《回到未來》，《星球大戰》，《飛越杜鵑巢》），奧斯卡獎得主（1986年），心臟病發作。[77]
- 珍妮特·肖（Janet Shaw），82歲，美國女演員，阿爾茨海默病。
- 本特·托姆圖姆，52歲，挪威跳臺滑雪運動員和奧運選手。[78]

### 16日
- Jean Danet，77歲，法國演員。[79]
- 戈特霍爾德·格洛格（Gotthold Gloger），77歲，德國作家和畫家。
- 埃塔·鐘斯（Etta Jones），72歲，美國爵士歌手，癌症。[80]
- 尤里·奧澤羅夫，80歲，蘇聯電影導演和編劇。
- 裡德·史密斯，52歲，美國影視演員。

### 17日
- 弗蘭克·安斯科姆（Frank Anscombe），83歲，英國統計學家。[81]
- 弗朗西斯·克勞德（Frances Claudet），90歲，加拿大奧運雙人滑運動員。[82]
- 傑伊·利文斯頓（Jay Livingston），86歲，美國作曲家（憑藉《紐扣與蝴蝶結》、《蒙娜麗莎》和《Que Sera， Sera》獲得奧斯卡最佳原創歌曲獎）。[83]
- Micheline Ostermeyer，78歲，1948年夏季奧運會法國奧運冠軍，音樂會鋼琴家。[84]
- 傑克·史密斯（Jack Smith），77歲，美國NASCAR車手，充血性心力衰竭。
- 久拉·西拉吉（Gyula Szilágyi），78歲，匈牙利足球運動員。
- Rehavam Ze'evi，75歲，以色列陸軍將軍和政治家，殺人罪。[85]

### 18日
- 費裡斯·費恩（Ferris Fain），80歲，美國棒球運動員，死於白血病和糖尿病併發症。[86]
- 亞諾斯·庫爾卡，80歲，匈牙利指揮家和作曲家。
- 雷·洛夫喬伊（Ray Lovejoy），62歲，英國電影剪輯師（2001：太空漫遊，閃靈，外星人），死於心臟病發。
- 丹·紐金特，48歲，美國橄欖球運動員（華盛頓紅皮隊），死於白血病。[87]
- A. T. Ummer，68歲，印度音樂作曲家。

### 19日
- 阿拉克姆·德梅洛（Araquem de Melo），57歲，巴西足球運動員，自殺。
- 凱·迪克（Kay Dick），86歲，英國記者、小說家和自傳作家。[88]
- 伍迪·杜馬特（Woody Dumart），84歲，加拿大冰球運動員（波士頓棕熊隊）。
- 楊靜仁，83歲，中國政治家。
- 萊斯利·約翰斯頓（Leslie Johnston），81歲，蘇格蘭足球運動員。[89]
- 尼亞茲·汗（Niaz Khan），84歲，巴基斯坦奧運曲棍球運動員。[90]
- Jagernath Lachmon，85歲，蘇里南政治家。[91]
- 休·瑪律卡希（Hugh Mulcahy），88歲，美國棒球運動員。[92]
- 喬·默里（Joe Murray），80歲，美國棒球運動員。[93]
- 迪格娜·奧喬亞（Digna Ochoa），37歲，墨西哥人權律師，殺人罪。

### 20日
- 菲力浦·阿戈斯蒂尼（Philippe Agostini），91歲，法國電影攝影師、導演和編劇。[94]
- 瑪律科·赫斯瑪（Marko Hirsma），36歲，芬蘭音樂家，非法騎自行車者和黑幫分子，被槍殺。
- 弗蘭克·霍奇金森（Frank Hodgkinson），82歲，澳大利亞畫家和平面藝術家。[95]
- 派特裡夏·洛克（Patricia Locke），73歲，美國原住民教育家兼活動家，心力衰竭。[96]
- Henri Pellizza，81歲，法國羽毛球和網球運動員。[97]
- 内博伊沙·波波维奇，78歲，塞爾維亞籃球運動員和教練。
- 約翰·特裡（John H. Terry），76歲，美國律師和政治家。

### 21日
- 湯瑪斯·巴恩斯（Thomas G. Barnes），90歲，美國創造論者。
- 喬治·費耶（George Feyer），92歲，匈牙利裔美國咖啡館鋼琴家和藝人。[98]
- 威廉·希利（William J. Healy），62歲，美國政治家。[99]
- 伯蒂·梅（Bertie Mee），82歲，英國足球運動員。
- John H. Plumb，90歲，英國歷史學家。[100]
- 大衛·洛厄爾·裡奇，81歲，美國電影導演和製片人。

### 22日
- 羅傑·科吉奧（Roger Coggio），67歲，法國演員，電影導演和編劇，癌症。[101]
- 霍華德·芬斯特（Howard Finster），84歲，美國藝術家和浸信會牧師。[102]
- 欧内斯特·希尔加德（Ernest Hilgard），97歲，美國心理學家，斯坦福大學教授。[103]
- 比尔·詹姆斯（Bill James），75歲，紐西蘭賽艇運動員。
- 撒母耳·哈奇基安（Samuel Khachikian），78歲，伊朗電影導演、作家和電影剪輯師。
- 諾曼·萊辛（Norman Lessing），90歲，美國電視編劇、劇作家和國際象棋大師，帕金森病。[104]
- 西田勝雄，72歲，日本長跑運動員。[105]
- 羅摩克里希納，62歲，印度演員。
- Jan Glastra van Loon，81歲，荷蘭政治家。
- Ed Vijent，38歲，荷蘭足球運動員，被刺傷。[106]
- Georgy Vitsin，84歲，蘇聯和俄羅斯演員，心血管疾病。
- 戴安娜·范德弗利斯（Diana Van der Vlis），66歲，加拿大裔美國女演員，心臟驟停。[107]

### 23日
- 肯·阿斯頓（Ken Aston），86歲，英國足球裁判。[108]
- 湯瑪斯·唐寧（Thomas N. Downing），82歲，美國律師和政治家。[109]
- 喬什·柯比（Josh Kirby），72歲，英國藝術家。[110]
- 伊斯馬特·T·基塔尼（Ismat T. Kittani），72歲，伊拉克政治家。[111]
- 肯尼斯·麥克勞德（Kenneth P. MacLeod），78歲，美國政治家。
- 林登·特拉弗斯（Linden Travers），88歲，英國女演員（《消失的女士》《布蘭迪什小姐沒有蘭花》）。[112]
- 斯坦尼斯瓦夫·烏爾班奇克（Stanisław Urbańczyk），92歲，波蘭語言學家和學者。[113]
- 丹尼爾·威爾登斯坦（Daniel Wildenstein），84歲，法國藝術品轉銷商、歷史學家和純種賽馬的所有者。[114]

### 24日
- 凱薩琳·安克斯（Kathleen Ankers），82歲，美國戲劇和電視佈景和服裝設計師（大衛·萊特曼（David Letterman）的深夜，羅西·奧唐納秀（The Rosie O'Donnell Show）。[115]
- 金·加德納（Kim Gardner），53歲，英國音樂家（Badger，Ashton，Gardner&Dyke，The Birds，The Creation），癌症。[116]
- Eugenio Granell，88歲，西班牙畫家（通常被稱為“最後一位西班牙超現實主義畫家”）。[117]
- Jaromil Jireš，65歲，捷克斯洛伐克電影製片人。[118]
- 比爾·穆勒，80歲，美國棒球運動員。[119]
- 嶋谷征四郎，62歲，日本足球運動員和經理，死於肝硬化。
- 斯蒂芬·沃姆（Stephen Wurm），79歲，匈牙利裔澳大利亞語言學家。[120]

### 25日
- 傑克·布萊克威爾（Jack Blackwell），91歲，英國足球運動員。[121]
- Alvan Feinstein，75歲，美國臨床醫生、研究員和流行病學家。[122]
- 马文·哈里斯（Marvin Harris），74歲，美國人類學家。[123]
- 理查·柯比（Richard Kirby），97歲，澳大利亞法官和仲裁員。
- René Philombe，70歲，喀麥隆作家、記者、詩人和劇作家。[124]

### 26日
- 拉裡·奧爾德裡奇（Larry Aldrich），95歲，美國時裝設計師和藝術收藏家。[125]
- Maragatham Chandrasekar，84歲，印度政治家和國會議員。
- 索拉亞·埃斯凡迪亞里-巴赫蒂亞里，69歲，伊朗王后，沙阿·穆罕默德·禮薩·巴列維的妻子，中風。[126]
- 拉斯洛·哈拉斯（Laszlo Halasz），96歲，匈牙利裔美國音樂總監（紐約市歌劇院）。[127]
- 阿卜杜勒·哈克（Abdul Haq），43歲，阿富汗聖戰者指揮官，被塔利班處決，殺人。[128]
- 侯賽因·希爾米·伊希克，90歲，土耳其人，遜尼派伊斯蘭學者。
- 尤金·傑克遜（Eugene Jackson），84歲，美國兒童演員（《我們的幫派》《大城》《槍擊印第安人》《小安妮·魯尼》《亞當斯一家》），心臟病發作。[129]
- 伊莉莎白·詹寧斯（Elizabeth Jennings），75歲，英國詩人。[130]
- 克裡斯·科維克（Kris Kovick），50歲，加利福尼亞州作家，漫畫家和印刷商，乳腺癌患者。[131]
- 奧爾加·萊曼（Olga Lehmann），89歲，智利裔英國視覺藝術家。
- 約翰·普拉茨-米爾斯（John Platts-Mills），95歲，英國政治家和律師。
- 理查德·塞弗特（Richard Seifert），90歲，瑞士裔英國建築師。
- 傑拉爾德·所羅門（Gerald B. H. Solomon），71歲，美國商人和政治家。[132]
- 芭芭拉·特羅普（Barbara Tropp），53歲，美國東方學家、廚師和美食作家，卵巢癌。[133]
- 奧黛麗·威瑟斯（Audrey Withers），96歲，英國記者。

### 27日
- 肖恩·康登（Seán Condon），78歲，愛爾蘭投擲者。
- 約翰·P·羅伯茨（John P. Roberts），56歲，美國商人，伍德斯托克音樂節贊助者，癌症。[134]
- 索菲·塔蒂舍夫（Sophie Tatischeff），55歲，法國電影剪輯師兼導演，肺癌患者。[135]
- Dirk Willem van Krevelen，86歲，荷蘭化學工程師。

### 28日
- 富尔维奥·巴拉蒂（Fulvio Balatti），63歲，義大利賽艇運動員。
- 理查·海爾賽·貝斯特（Richard Halsey Best），91歲，二戰期間美國海軍俯衝轟炸機飛行員。
- Grigori Chukhrai，80歲，蘇聯和俄羅斯電影導演和編劇，心力衰竭。
- Jallouli Fares，92歲，突尼西亞政治家。[136]
- Gerard Hengeveld，90歲，荷蘭鋼琴家、作曲家和教育家。[137]
- 倫納德·梅爾菲（Leonard Melfi），69歲，美國劇作家和演員，充血性心力衰竭。
- 約翰·莫格（John Mogg），88歲，英國陸軍上將。[138]
- 切斯瓦夫·莫爾多維奇，82歲，二戰期間波蘭大屠殺倖存者。

### 29日
- 安傑洛·伊波利托（Angelo Ippolito），78歲，義大利裔美國畫家（現代藝術博物館，惠特尼美國藝術博物館，大都會藝術博物館）。[139]
- 米洛拉德·B·普羅蒂奇，90歲，塞爾維亞天文學家。
- 斯派克·羅賓遜（Spike Robinson），71歲，美國爵士男高音薩克斯管演奏家。[140]
- 弗雷迪·席爾瓦（Freddie Silva），63歲，斯裡蘭卡演員，歌手。
- K. P. Ummer，67歲，印度電影演員。

### 30日
- 卡洛斯·阿爾貝托·佐利姆·菲略，79歲，巴西足球運動員和經理。
- Marga Legal，93歲，德國女演員，交通事故。[141]
- 約翰尼·盧卡德羅（Johnny Lucadello），82歲，美國棒球運動員。[142]
- 松平頼則，94歲，日本當代古典音樂作曲家。[143]
- 莫裡斯·米勒（Maurice Miller），81歲，英國政治家。
- 傑克·斯科特（Jack Scott），85歲，紐西蘭政治家。

### 31日
- 科林·坎貝爾（Colin Campbell），59歲，加拿大視頻藝術家，癌症。[144]
- 雷吉娜·卡瓦尼奧德，31歲，法國奧運會和世界盃高山滑雪運動員（2001年超級大迴轉世界冠軍），摔倒。[145]
- 藤本裕，50歲，日本奧運籃球運動員。[146]
- 沃倫·埃利奧特·亨利（Warren Elliot Henry），92歲，美國物理學家。[147]
- 珍妮·萊爾德（Jenny Laird），89歲，英國女演員。[148]
- Bill Le Sage，74歲，英國音樂家。[149]
- 安格斯·麥克維卡爾，93歲，英國作家。[150]
- Vijaya Narasimha，74歲，印度作詞人。
- 布拉吉·庫瑪律·尼赫魯（Braj Kumar Nehru），90歲，印度外交官和大使。[151]
- 理查·馬丁·斯特恩，86歲，美國小說家。[152]
- Art Wall， Jr.，77歲，美國高爾夫球手（1959年大師賽冠軍）。[153]
- 保羅·沃恩克（Paul Warnke），81歲，美國外交官。[154]